# Łukawiec (Rzeszów)
Pour l’article homonyme, voir Łukawiec (Lubaczów).
Łukawiec est une localité polonaise de la gmina de Trzebownisko, située dans le powiat de Rzeszów en voïvodie des Basses-Carpates.